# Баладжа
Баладжа или Баглица (на гръцки: Μελίταινα, Мелитаина) е село в Западна Тракия, Гърция. Селото е част от дем Ясъкьой.

## География
Селото е разположено на 39 километра северозападно от Гюмюрджина, близо до българската граница.

## История
В 19 век Баладжа е село в Гюмюрджинска кааза на Одринския вилает на Османската империя. Според статистиката на професор Любомир Милетич в 1912 година в селото живеят помаци.